# 마음에 부는 바람
《마음에 부는 바람》(일본어: 心に吹く風, 영어: The Wind in Your Heart)은 2017년 6월에 개봉한 일본의 로맨스, 드라마 영화이다. 윤석호가 감독을, 윤석호와 칸노 토모에와 치카요 타시로가 각본을 맡았다. 일본와 이탈리아는 2017년 6월 17일에 대한민국은 2020년 11월 5일에 개봉되었다.

## 줄거리
친구가 사는 훗카이도에서 촬영 중에 우연히 23년전 헤이졌던 고교시절 첫사랑 하루카를 만나게 된 비디오 아티스트 료스케. 운명과 같은 만남에 다시금 서로에서 사랑의 바람이 부는데...

## 출연진

### 주연
- 마시마 히데카즈 - 료스케 역
- 사나다 마스미 - 하루카 역

### 조연
- 하세가와 토모하루 - 료스케의 친구 역
- 스가와라 다이키치 - 하루카의 남편 역
- 코마이 렌 - 고교시절 하루카 역
- 스즈키 진 - 고교시절 료스케 역

## 수상
- 2017년 제27회 유바리국제판타스틱영화제 초청영화
- 2018년 제58회 아시아 태평양 영화제 수상 심사위원특별상